# ЦНИИП градостроительства
Центральный научно-исследовательский и проектный институт по градостроительству Российской академии архитектуры и строительных наук (ЦНИИП градостроительства РААСН) — один из ведущих институтов страны, принимавший участие в проектировании генпланов более сотни городов СССР, градостроительной составляющей развития ряда областей и выполнения государственных целевых программ, создания научно-методической и нормативной базы градостроительства и районной планировки.
С 1997 г. входил в РААСН.
В 2017 г. на основе и путём присоединения к ЦНИИП градостроительства 10 других научно-исследовательских, проектных и технологических учреждений РААСН был создан ФГБУ «Центральный научно-исследовательский и проектный институт Министерства строительства и жилищно-коммунального хозяйства Российской Федерации» (ЦНИИП Минстроя России)

## История
ЦНИИП градостроительства происходит от созданного в 1931 г. государственного треста по проектированию рабочих городов и посёлков для промышленности «Стандартпроект», входившего в состав Всесоюзного объединения «Союзстандартжилстрой»
В 1933 г. в Стандартпроект был включён трест «Вузстройпроект», а новый трест получил название «Госстройпроект». Также были созданы его отделения в Ленинграде и Новосибирске.
После окончания Великой Отечественной войны сотрудники Горстройпроекта внесли заметный вклад в восстановление пострадавших от боевых действий городов: Днепропетровска, Донецка, Запорожья, Севастополя, Сталинграда и др. На основе института создаются Киевское отделение Горстройпроекта и Харьковский Горстройпроект.
В 1964 г. были объединены ГПИ «Горстройпроект» и Институт градостроительства и районной планировки Академии строительства и архитектуры СССР и на их основе создан Центральный научно-исследовательский и проектный институт по градостроительству, относящийся к недавно созданному Госгражданстрою при Госстрое СССР. У ЦНИИП Градостроительства были созданы и филиалы (в Ереване, Минске, Тбилиси и Фрунзе (Бишкеке)).
В 1991—1997 гг. ЦНИИП градостроительства относился по ведомственной принадлежности к Госстрою России, а в 1998 г. введён в число научных учреждений Российской академии архитектуры и строительных наук.
В 2017 г. на основе ЦНИИП градостроительства путём присоединения к нему
- НИИ теории и истории архитектуры и градостроительства РААСН;
- Ордена «Знак Почёта» Уральского научно-исследовательского и проектно-конструкторского института РААСН;
- Дальневосточного научно-исследовательского, проектно-конструкторского и технологического института РААСН;
- и семи региональных отделений РААСН (Дальневосточного, Южного, Сибирского, Уральского, Волжского, Северо-Западного и Центрального)

был создан ФГБУ «Центральный научно-исследовательский и проектный институт Министерства строительства и жилищно-коммунального хозяйства Российской Федерации» (ЦНИИП Минстроя России)

## Известные проекты
Коллектив института участвовал в проектировании более сотни городов, включая разработку генпланов Ашхабада, Еревана, Новосибирска, Одессы, Ростова-на-Дону, Свердловска, Ташкента, Тбилиси, Харькова, Челябинска и ряда других. В начале XXI века разработаны генпланы городов Воронежа, Казани, Орла, Саратова, Ярославля и др., схемы территориального планирования Алтайского края и республики Алтай, Белгородской, Новосибирской и Смоленской областей.
Также были выполнены проектные работы для городов в ходе выполнения промышленных проектов общегосударственного значения, среди которых:
- Балаково (Балаковская АЭС);
- Набережные Челны (Ка́мский автомоби́льный заво́д);
- Находка (Находкинский морской торговый порт);
- Тольятти (Волжский автомобильный завод);
- и др.

В 2010-х в ЦНИИП градостроительства продолжались работы по изучению вопросов градостроительной экологии. Так, в 2014 г. в ин-те был проведён Круглый стол по теме «Проблемы развития городов в зоне Московской агломерации»

## Награды и признание
Работы института по Тольятти и Набережным Челнам отмечены Государственной премией, орденами и медалями; по Владивостоку и Чайковскому — премиями Совмина СССР. Целый ряд работ отмечен золотыми и серебряными медалями ВДНХ.

## Руководители и директора института
Коллектив ЦНИИП градостроительства в разные годы возглавляли:
- Бабуров, Виктор Вениаминович (1951—1955 гг.)
- Шквариков, Вячеслав Алексеевич (1964—1971 гг.),
- Белоусов, Владимир Николаевич (1971—1987 гг.),
- Владимиров, Виктор Владимирович (1987—1992 гг.),
- Ю. Н. Максимов (1992—2007 гг.).
- Колесников, Александр Альбертович (2007—2017 гг.)[5]